# Campeonato Chileno de Futebol de 2024 – Segunda Divisão
A Segunda Divisão do Campeonato Chileno de Futebol de 2024, oficialmente denominada Campeonato Ascenso Clínicas ACHS Salud 2024 por conta do patrocínio, é a 75.ª edição da Primera B, competição masculina equivalente à segunda divisão do futebol chileno.

## Regulamento

### Sistema de disputa
A competição será disputada sob o mesmo formato adotado nas últimas temporadas, com uma fase regular seguida por uma repescagem conhecida como Liguilla. Na fase regular, os 16 clubes participantes se enfrentam em sistema de pontos corridos em turno e returno — uma vez como mandante e outra como visitante — totalizando 30 rodadas. A classificação final dos clubes será definida com base nos seguintes critérios: 1) maior número de pontos conquistados; 2) maior saldo de gols; 3) maior número de vitórias; 4) maior número de gols marcados; 5) maior número de gols marcados como visitante; 6) menor número de cartões vermelhos recebidos; 7) menor número de cartões amarelos recebidos; e 8) sorteio.

### Definição do título e acesso
Ao final da fase regular, o líder da classificação geral será declarado campeão e garantirá o acesso direto à primeira divisão do Chile na temporada seguinte. Os clubes que terminarem entre o 2º e o 8º lugar disputarão uma repescagem, que definirá o segundo time promovido. O vice-líder da fase regular avançará diretamente às semifinais da repescagem, enquanto os demais disputarão as quartas de final. Em caso de igualdade entre dois clubes na pontuação pelo título haverá um jogo de desempate em campo neutro para definir o campeão. Se mais de dois clubes empatarem na pontuação, será feito um ranqueamento com os critérios acima até que restem apenas dois times para o jogo decisivo.

### Rebaixamento
Por outro lado, o clube que terminar na última posição da classificação, após as 30 rodadas, será rebaixado à terceira divisão (no Chile chamada Segunda División Profesional). Por fim, se dois clubes terminarem empatados em pontos na lanterna, será disputado um jogo de desempate em campo neutro para definir quem será rebaixado.

## Participantes
| 0000000000Clube0000000000 | 0000Cidade0000 | 00000Região00000   |
| ------------------------- | -------------- | ------------------ |
| Barnechea                 | Lo Barnechea   | Santiago           |
| Curicó Unido              | Curicó         | Maule              |
| Deportes Antofagasta      | Antofagasta    | Antofagasta        |
| Deportes La Serena        | La Serena      | Coquimbo           |
| Deportes Limache          | Limache        | Valparaíso         |
| Deportes Recoleta         | Recoleta       | Santiago           |
| Deportes Santa Cruz       | Santa Cruz     | O'Higgins          |
| Deportes Temuco           | Temuco         | Araucanía          |
| Magallanes                | San Bernardo   | Santiago           |
| Rangers                   | Talca          | Maule              |
| San Luis de Quillota      | Quillota       | Valparaíso         |
| San Marcos de Arica       | Arica          | Arica y Parinacota |
| Santiago Morning          | La Pintana     | Santiago           |
| Santiago Wanderers        | Valparaíso     | Valparaíso         |
| Unión San Felipe          | San Felipe     | Valparaíso         |
| Universidad de Concepción | Concepción     | Biobío             |

## Premiação
| Ascenso Clínicas ACHS Salud de 2024 Segunda Divisão do Campeonato Chileno de Futebol |
| ------------------------------------------------------------------------------------ |
| Club de Deportes La Serena Campeão (4º título da segunda divisão)                    |